# Crisi del telegrama
La crisi de telegrama va ésser una crisi diplomàtica entre Dinamarca i Alemanya el novembre d'octubre de 1942 durant l'ocupació alemanya de Dinamarca.
La crisi la va provocar el text d'un telegrama adreçat pel Rei Cristià X de Dinamarca a Adolf Hitler agraint-li les seves felicitacions amb motiu del 72è aniversari del rei, el 26 de setembre de 1942. El text, brevíssim, (aus Malsà de besten Spreche Meinen. Chr. Rex / en català: Donant les meves millors gràcies, Rei Chr.) va ésser considerat ofensiu per Hitler, que havia escrit al rei una felicitació llarga i personal. Hitler també va pensar que el rei posava de manifest la seva ingratitud envers el respecte que ell li havia mostrat, i es va indignar. Va cridar a consultes el seu ambaixador a Copenhaguen i va expulsar l'ambaixador danès d'Alemanya. Els intents d'aplacar Hitler, incloent una proposta d'enviar el Príncep Hereu (més tard coronat com a Frederic IX de Dinamarca), a Berlín per disculpar-se personalment amb Hitler van ser rebutjats.
A primers de novembre de 1942, el plenipotenciari, Cecil von Renthe-Fink, va ésser substituït per Werner Best i el comandant de les forces alemanyes a Dinamarca Erich Lüdke va cedir el seu lloc a un dur, el General Hermann von Hanneken, i es va ordenar que totes les tropes daneses restants abandonessin Jutlàndia. La pressió alemanya també va ocasionar l'acomiadament del govern danès encapçalat per Vilhelm Buhl i la seva substitució per un gabinet nou comandat per veterà diplomàtic sense filiació partidista Erik Scavenius, que els alemanys esperaven que fóra més cooperatiu.
El fons de la crisi, però, es trobava no solament en el famós telegrama, sinó també en la creixent insatisfacció del lideratge alemany - i especialment Hitler - amb la situació a Dinamarca, on el moviment de resistència començava a fer-se sentir.